# Francesco Antonio Finy
Francesco Antonio Finy (Minervino, 6 maggio 1669 – Napoli, 5 aprile 1743) è stato un cardinale e arcivescovo cattolico italiano.

## Biografia
Era figlio di Angelo Finy, un medico di Gravina di famiglia patrizia romana e beneventana.
Il suo cognome è indicato anche come Fini o Fino.
Con la sua famiglia, si trasferì a 9 anni a Gravina. Studiò al seminario dello stesso paese e poi all'Università "La Sapienza" di Roma, dove si laureerà in utroque iure il 18 dicembre 1700. Ricevette la tonsura dal vescovo di Gravina che lo raccomandò al cardinal Vincenzo Maria Orsini, il futuro papa Benedetto XIII.
Il 31 maggio 1692 fu ordinato presbitero e incardinato nell'arcidiocesi di Benevento, retta dallo stesso cardinal Orsini, da cui ebbe diversi incarichi di fiducia e di responsabilità.
Il 6 luglio 1722 fu nominato vescovo di Avellino e Frigento. Fu consacrato vescovo il 15 novembre dello stesso anno dal cardinale Orsini. Divenuto papa, volle portare il Finy a Roma e pertanto lo nominò arcivescovo titolare di Damasco il 20 dicembre 1724. Inizialmente ritenne le sue diocesi e ne fece rinuncia il 29 luglio 1726.
Nel concistoro del 9 dicembre 1726 papa Benedetto XIII lo creò cardinale in pectore. Fu pubblicato il 26 gennaio 1728. L'8 marzo dello stesso anno ricevette il titolo di Santa Maria in Via. Il 6 luglio 1729 optò per il titolo di San Sisto.Fu abate commendatario dell'Abbazia di Sant'Angelo de Frigillo in Mesoraca.
Partecipò al conclave del 1730, che elesse papa Clemente XII. Fu sospettato di aver abusato della fiducia e della generosità del papa che era stato suo protettore, tanto che Clemente XII dovette indagare sul suo conto, ma non emersero prove di colpevolezza e le accuse furono lasciate cadere. Il 3 settembre 1738 optò per il titolo di Santa Maria in Trastevere.
Partecipò al conclave del 1740, che elesse papa Benedetto XIV. Il 16 settembre 1740 optò per il titolo di San Pietro in Vincoli. Si stabilì a Napoli, dove condusse una vita esemplare, dando prova di generosità verso i poveri. L'11 marzo 1743 optò nuovamente per il titolo di Santa Maria in Trastevere.
Donò alla città di Gravina la biblioteca capitolare con un intero palazzo, insieme con una rendita di 2000 ducati per il suo mantenimento.
Morì a Napoli e fu sepolto nella chiesa del Gesù Nuovo. Il suo monumento funebre fu scolpito da Francesco Pagano.

## Genealogia episcopale e successione apostolica
La genealogia episcopale è:
- Cardinale Scipione Rebiba
- Cardinale Giulio Antonio Santori
- Cardinale Girolamo Bernerio, O.P.
- Arcivescovo Galeazzo Sanvitale
- Cardinale Ludovico Ludovisi
- Cardinale Luigi Caetani
- Cardinale Ulderico Carpegna
- Cardinale Paluzzo Paluzzi Altieri degli Albertoni
- Papa Benedetto XIII
- Cardinale Francesco Antonio Finy

La successione apostolica è:
- Vescovo Pietro Abbondio Battiloro (1724)
- Vescovo Gaetano de Paoli (1726)
- Vescovo Lazzaro Sangiovanni (1729)
- Vescovo Francesco Antonio de Leonardis (1733)
- Vescovo Francesco Agnello Fragianni (1733)
- Vescovo Egidio Antonio Isabelli (1735)
- Vescovo Giuseppe Campanile (1737)
- Arcivescovo Domenico Angelo de Pace (1739)
- Vescovo Domenico Anelli (1739)